# Agencia Nacional de Vivienda de Uruguay

La Agencia Nacional de Vivienda es una agencia gubernamental de Uruguay.

## Creación

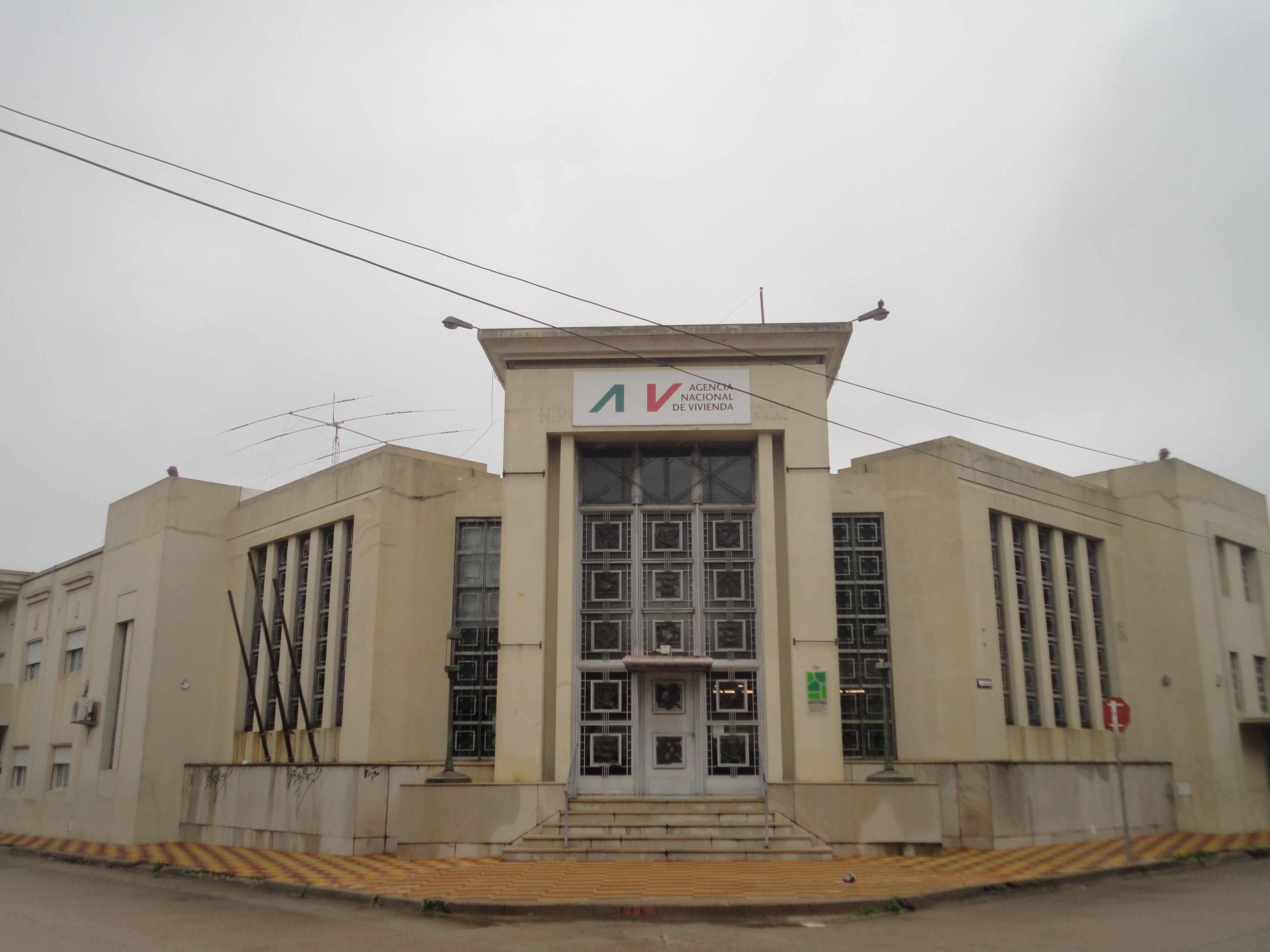
Edificio de la Agencia de Vivienda en la ciudad de Rocha.

Fue creada en el año 2007, mediante la Ley N° 18125 la cual también promovió ciertas modificaciones en la carta orgánica del Banco Hipotecario de Uruguay, ya que este, tenía entre sus funciones la promoción y el acceso a la vivienda en el país, funciones que le fueron asignadas a dicha agencia.
En 2009 adquirió el edificio de la Casa Matriz del desaparecido Banco Comercial para establecer allí su sede. En la Ciudad Vieja de Montevideo. En el caso del interior del país, muchas agencias del Banco Hipotecario le fueron destinadas para sus oficinas departamentales. 